# Amazona (ajedrez)
La amazona es una pieza de ajedrez mágica, es decir, una pieza no ortodoxa del ajedrez, utilizada en algunas variantes del juego. La amazona fue inventada (aunque no bajo ese nombre) durante la Edad Media. Usualmente se usa como reemplazo de la dama.
Esta pieza combina el movimiento y captura del caballo con el movimiento y captura de la dama. Si bien, en el ajedrez tradicional, la dama realiza los movimientos de todas las piezas,excepto el caballo,  en esta versión también se añade este movimiento, lo que la convierte en una pieza muy poderosa.
|       |       |       |       |       |       |       |       |       |  |
|       | a8    | b8    | c8    | d8 xx | e8    | f8    | g8    | h8 xx |  |
| a7 xx | b7    | c7    | d7 xx | e7    | f7    | g7 xx | h7    |       |  |
| a6    | b6 xx | c6 xx | d6 xx | e6 xx | f6 xx | g6    | h6    |       |  |
| a5    | b5 xx | c5 xx | d5 xx | e5 xx | f5 xx | g5    | h5    |       |  |
| a4 xx | b4 xx | c4 xx | d4 ql | e4 xx | f4 xx | g4 xx | h4 xx |       |  |
| a3    | b3 xx | c3 xx | d3 xx | e3 xx | f3 xx | g3    | h3    |       |  |
| a2    | b2 xx | c2 xx | d2 xx | e2 xx | f2 xx | g2    | h2    |       |  |
| a1 xx | b1    | c1    | d1 xx | e1    | f1    | g1 xx | h1    |       |  |
|       |       |       |       |       |       |       |       |       |  |

Hay mención de esa pieza bajo varios nombres: reina omnipotente, terror, general, dragon, superdama, o superreina, según la variante que la esté utilizando; y se menciona que se utiliza desde antes de 1500 D.C. Pero modernamente se le reconoce mayormente por el nombre de Amazona.
Esta pieza puede dar jaque mate al rey sin necesitar asistencia de otras piezas. Habitualmente se le describe gráficamente en diagramas de tablero con la figura de un caballo coronado como la reina.

## Variantes donde se juega
Puede ser encontrada en las siguientes variantes, pero no son las únicas, como pieza mágica es muy popular y se juega casi siempre el reemplazo de la dama, el rey, o ambos como pieza principal:
- Ajedrez amazona: de origen y autor desconocido. Inventado en la Edad Media.
- Gran ajedrez indio/Variante Turca: aquí aparece bajo el nombre de la jirafa. Su origen y autor es desconocido. Se juega desde los años del siglo 1700. No se debe confundir con otras piezas llamadas lo mismo enn otras variantes.
- El Maharajá y los cipayos: aquí se le conoce con el nombre de Maharajá. De origen y autor desconocidos. Se juega desde los años del siglo 1800. En esta variante el Maharajá, que es la única pieza que tiene el lado blanco, se enfrentan al lado negro, que tiene las piezas normales del ajedrez y cuyo objetivo es dar jaque mate al Maharajá.
- Juego del Emperador: aquí se le conoce con el nombre de general. Fue inventado por L.Tressan en 1840.
- Ajedrez Tutti-Frutty: aquí recibe el nombre de amazona. Fue inventado en 1978 por Ralph Betza y Philip Cohen.
- El Ejército Amazona: aquí recibe el nombre de amazona. Fue inventado en 1996 por Ralph Betza.
- Caza del tigre: aquí recibe el nombre de tigre. Fue inventado en 1996 por David Paulowich.
- Gran ajedrez de Haynie: aquí recibe el nombre de amazona. Fue inventado en 1999 por Billy Haynie.
- Gran ajedrez de fantasía: aquí recibe el nombre de anciano Fue inventado en 1999 por Peter S. Hatch.
- Ajedrez milenial: aquí recibe el nombre de emperatriz. Fue inventado en 1999 por John William Brown.
- Ajedrez Beau Monde: aquí recibe el nombre de emperatriz. Fue inventado en 2000 por Sergey Sirotkin.
- Cardmate (su nombre en inglés, una contracción entre las palabras «tarjeta» y «mate»): aquí recibe el nombre de as. Fue inventado en 2000 por Ivan. A Derzhanski.
- Ajedrez gigante: aquí recibe el nombre de general. Fue inventado en 2000 por Köksal Karakus.
- Ajedrez perfecto: aquí recibe el nombre de general. Fue inventado en 2000 por Köksal Karakus.
- Ajedrez terror: aquí recibe el nombre de terror (también se le llama fantasma). Fue inventado en 2000 por Brian Wong. En esta variante el Paradigma (juego de piezas blancas ortodoxas) se enfrentan al Terror (negras, solo esta pieza).
- Ajedrez turco: aquí recibe el nombre de general. Fue inventado en 2000 por Köksal Karakus.
- Ajedrez del mago: aquí recibe el nombre de amazona. Fue inventado en 2019 por Carlos E. García. En esta variante no es una pieza inicial sino que puede ser introducida bajo una condición.